# Антон Менгер
Антон Менгер фон Вольфенсґрюн (нім. Anton Menger von Wolfensgrün, 12 вересня 1841, Манів, Галичина — 6 лютого 1906, Рим) — австрійський юридичний експерт і теоретик соціалізму, який, окрім своєї університетської праці, переважно присвятив себе пропаганді соціалістичної літератури на юридичних засадах. Він є автором робіт «Право на весь результат праці», «Цивільний закон і біднота» та інших. Псевдонім: Юліус Бергбом. Брат австрійського економіста Карла Менгера.

## Життя

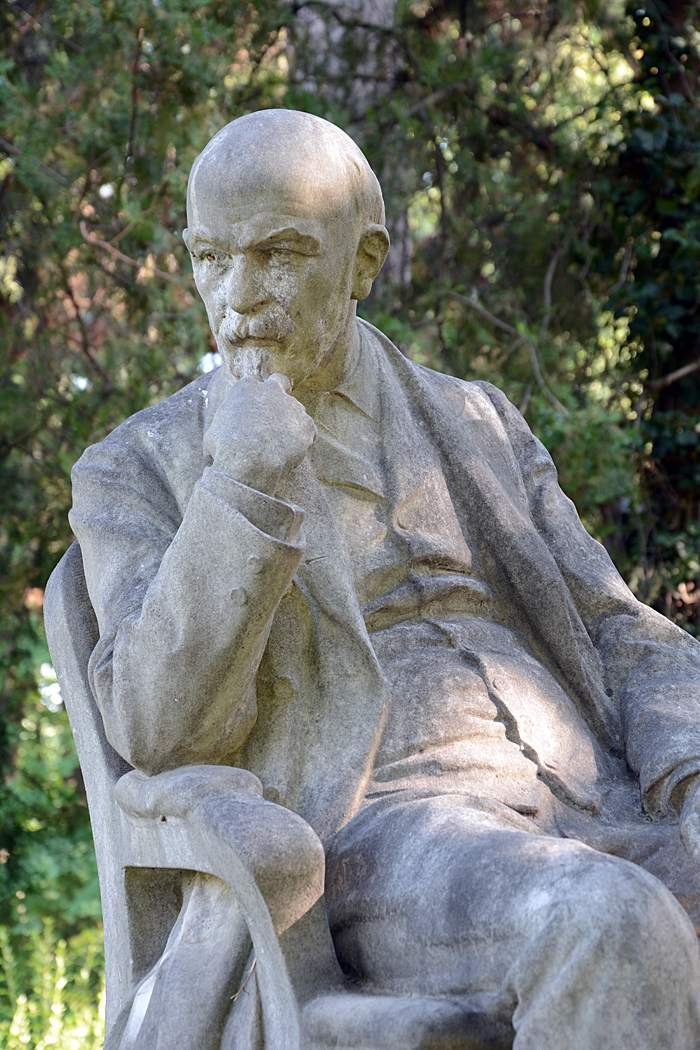
Скульптура Антона Менгера на його могилі на Віденському центральному кладовищі роботи Ріхард Кауффунген

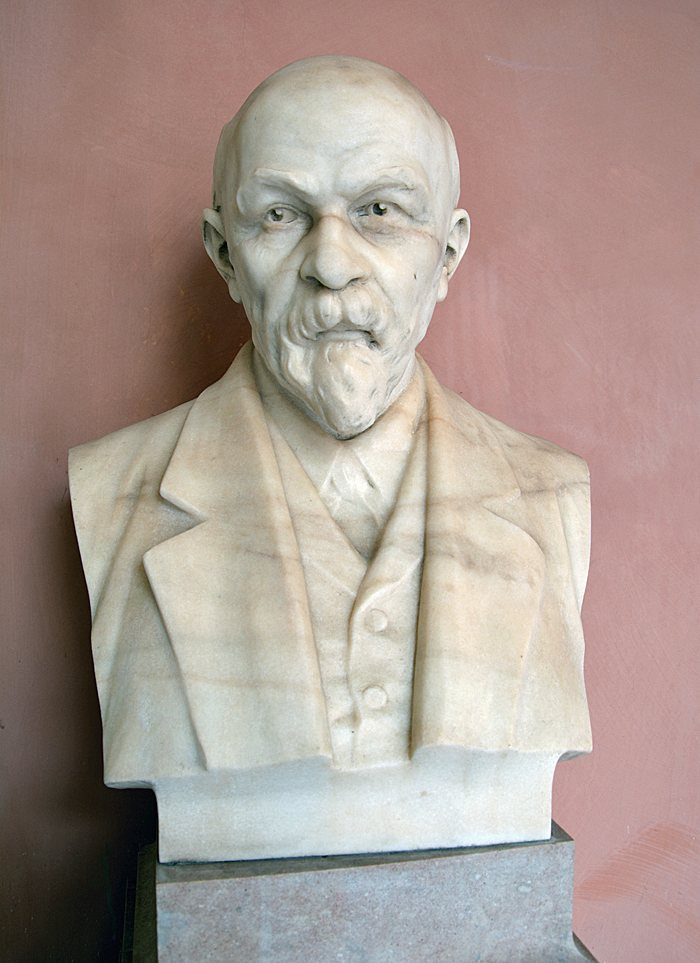
Бюст Антона Менгера у Віденському університеті роботи Ріхарда Кауффунгена

Антон Менгер був сином Антона Менгера фон Вольфенсгрюна і Кароліни, уродженої Ґерцабек. Його брати — Карл Менгер, засновник Австрійської школи економіки, та Макс Менгер, політик Австро-Угорщини. Менгер відвідував початкову школу в Бялі з 1847 по 1851 рік, потім молодшу школу, і з 1852 по 1856 рік — католицьку к. к. Цешинську гімназію. Останні два роки він провів на у к.к. Старшій гімназії Опави. 28 січня 1860 року склав іспит на атестат зрілості у Кракові. Вивчав право у Віденському університеті із зимового семестру 1860 року, який закінчив 25 липня 1865 р. У 1869 р. став юристом. З 1875 по 1899 р. працював професором цивільного процесуального права в університеті Відня; там він був ректором і 1895/96 і деканом з та 1880/81 та 1887/88.
Він також відомий своєю колекцією оригінальної соціалістичної літератури у Відні. Менгер зібрав усе, що міг придбати, і їздив купувати книги до Парижа, Лондона та Берліна; його спеціальна соціалістична колекція була унікальною у світі на той час. Приватну бібліотеку Менгера у 1920-х роках придбала бібліотека Sozialwissenschaftlichen Studienbibliothek der Kammer für Arbeiter und Angestellte für Wien.
У 1919 році на його честь названо вулицю Менгергассе у Флорідсдорфі.

## Творчість
Тези Менгера та його аргументи слід розглядати на тлі мінливого суспільного устрою, який сформувався в середині 19-го століття під впливом економічної кризи (1873) та соціального питання відповіді на які намагалися знайти в ліберальній політиці («невидима рука» Адама Сміта), прагнучи до соціальної справедливості. На відміну від Карла Маркса та Фрідріха Енгельса, його юридичні інтереси полягали передусім у теоретичних правових проблемах.
У своїй юридичній теорії Менгер відхилив основи позитивного права від природного права. Він, швидше, стверджував, що основою права є лише вимірювання суспільних владних відносин.
Фрідріх Енгельс і Карл Каутський намагалися боротися з нападами Менгера (1886) на Марксовий «Капітал», а також його фундаментальним проектом з метою обґрунтування соціалізму в юридичній теорії в «Юридичному соціалізмі» («Die Neue Zeit», 2, Jg. 1887; abgedr . MEW 21, 491 ff.): «Докази свідчать про те, що Маркс був плагіатором, і це доводить, що концепція доданої вартості вже була виведена в іншому сенсі перед Марксом!»
Основна робота Антона Менгера — «Нове вчення про державу» (1902 р.) присвячена новому типу держави — соціалістичному (в роботі вона іменується «народною трудовою державою»). Ця та багато інших робіт вченого були перекладені багатьма мовами, в тому й кількаразово видавалися у дореволюційній Росії. Метою Антона Менгера було визначення соціалістичної держави в юридичних поняттях. На думку вченого, тільки після того, як соціалістичні ідеї перестануть бути предметом нескінченних економічних і філантропічних міркувань і будуть перетворені в тверезі юридичні поняття, державники будуть в змозі судити, якою мірою «поточний юридичний лад може бути перетворений в інтересах бідних класів».
У дореволюційному словнику Брокгауза та Єфрона робота вченого «Нове вчення про державу» мала таку оцінку: «До сих пір його книга є єдиним значним соціалістичним твором, присвяченим публічному праву».
У радянській правовій науці Антон Менгер згадувався вкрай рідко і виключно в негативно-прозивному контексті. Петеріс Стучка, розглядаючи проблеми радянського (революційного) права 1920-х років, писав: «Недаремно такі волелюбні професори, як Менгер, сподівалися з … громадянського права викроїти свого роду „соціалістичний“ лад. Буржуазний юрист сподівався перемогти ним пролетарську революцію». Михайло Байтін визнавав Менгера основоположником юридичного розуміння соціалістичної держави, але в цьому бачив дискредитацію подібної держави: "Спочатку його введено в обіг (мається на увазі термін «соціалістична держава») і використовувано в спекулятивно-реформістських цілях буржуазними авторами, зокрема сумновідомим представником "юридичного соціалізму"А. Менгером".
У деяких роботах відзначається, що слід виходити з об'єктивного дослідження Антоном Менгером суспільного розвитку, самостійного відстоювання ним своєї позиції, без будь-якої партійної підтримки, без ідеологізації питання державного будівництва. Його вчення не отримало визнання в Австро-Угорщині, тим паче серед консервативних колег — професури, з іншого боку, оцінка його робіт державознавцями соціалістичних країн була також негативною. Якщо перші були в цілому критичні до питання соціалістичного будівництва, то другі вважали, що вчення Менгера перекручує ідею соціалістичної держави. При цьому авторитет правознавця був великий, його одного з небагатьох професорів Віденського університету знали за межами Австро-Угорщини — як згадувалося, його роботи були видані багатьма мовами.

### Праці Менгера

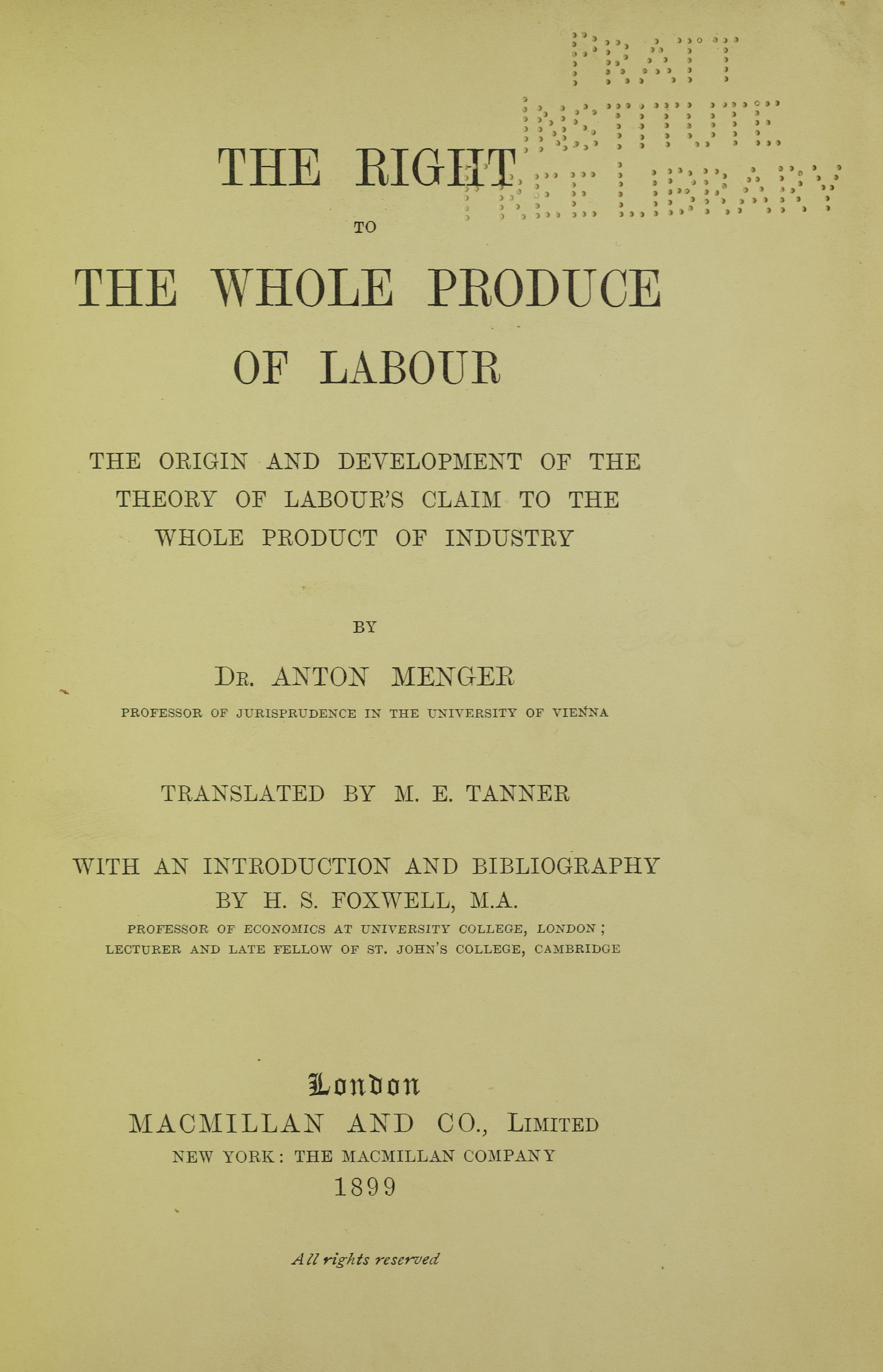
Recht auf den vollen Arbeitsertrag in geschichtlicher Darstellung, 1899

- Die Zulässigkeit neuen thatsächlichen Vorbringens in den höheren Instanzen. Eine civilprocessualische Abhandlung. 1873 рік.
- Das Recht auf den vollen Arbeitsertrag in geschichtlicher Darstellung. Котта, Штутгарт 1886.
- Gutachten über die Vorschläge zur Errichtung einer eidgenössischen Hochschule für Rechts- und Staatswissenschaft. Цюрих, JJ Schabelitz. 1889 рік
- Das Bürgerliche Recht und die besitzlosen Volksklassen. Eine Kritik des Entwurfs eines Bürgerlichen Gesetzbuches für das Deutsche Reich. 1890 рік.
- Die sozialen Aufgaben der Rechtswissenschaft. (Antrittsrede bei Übernahme des Rektorates der Universität Wien). 1896 р. (2. Auflage Wien, Braumüller 1905)
- Neue Staatslehre. 1903 рік.
- Neue Sittenlehre. Йєна, Г. Фішер, 1905.